# Dosewallips River
Der Dosewallips River liegt im äußersten Nordwesten der USA auf der Olympic-Halbinsel vor Seattle im Bundesstaat Washington. 
Der Name des Flusses kommt von der gleichnamigen Gruppe der Ureinwohner, einer von neun Gruppen der Skokomish, auch Twana genannt. 
Der Dosewallips River ist 40 Kilometer lang und entwässert ein Gebiet von etwa 250 km². Er mündet im Dosewallips State Park in den Hood Canal, einen Fjord des Puget Sound.